# Immanuel Bloch
Immanuel Felix Bloch (Fulda, 16 de novembro de 1972) é um físico alemão.
Participou da 24ª Conferência de Solvay, em 2008.